# Rafael Wellington
Rafael Wellington (n. Córdoba, 27 de abril de 1985) es un jugador de fútbol profesional español que juega en la demarcación de lateral para la UD Castellonense de la Regional Preferente de la Comunidad Valenciana.

## Biografía
Rafael Wellington hizo su debut como futbolista profesional en 2004 con el Real Madrid CF "C". Una temporada más tarde fichó por el RCD Mallorca "B", antes de irse al CF Villanovense en 2006. Posteriormente también jugó para la UB Conquense, CD Manchego, CA Villanueva, Motril CF, CD Toledo, Burgos CF, y GCE Villaralbo CF. En 2012 se mudó a Moldavia para fichar por el FC Milsami, y justo un año después por el FC Zimbru Chișinău. Finalmente en el mercado invernal de 2014 fichó por el PTT Rayong FC. En 2015 dejó el club para fichar por el Chiangmai FC.

## Clubes
Actualizado el 29 de mayo de 2017 
| Club               | País      | Año         | Partidos | Goles |
| ------------------ | --------- | ----------- | -------- | ----- |
| Real Madrid CF "C" | España    | 2004 - 2005 |          |       |
| RCD Mallorca "B"   | España    | 2005 - 2006 |          |       |
| CF Villanovense    | España    | 2006 - 2007 | 13       | 0     |
| UB Conquense       | España    | 2007 - 2008 |          |       |
| CD Manchego        | España    | 2008        |          |       |
| CA Villanueva      | España    | 2008        | 18       | 0     |
| Motril CF          | España    | 2008 - 2010 | 51       | 4     |
| CD Toledo          | España    | 2010 - 2011 |          |       |
| Burgos CF          | España    | 2011        |          |       |
| GCE Villaralbo CF  | España    | 2012        |          |       |
| FC Milsami         | Moldavia  | 2012 - 2013 | 42       | 3     |
| FC Zimbru Chișinău | Moldavia  | 2013        | 18       | 0     |
| PTT Rayong FC      | Tailandia | 2014        | 16       | 1     |
| Chiangmai FC       | Tailandia | 2015 - 2016 |          |       |
| Hong Kong Sapling  | Hong Kong | 2016        |          |       |
| CA Espeleño        | España    | 2017        | 13       | 0     |
| Recambios Colón CD | España    | 2017 - 2018 | 16       | 0     |
| UD Castellonense   | España    | 2018 -      |          |       |

## Palmarés
CD Toledo
- Tercera División de España: 2011

FC Milsami
- Supercupa Moldovei: 2012
- Copa de Moldavia: 2012